# Chống Dühring

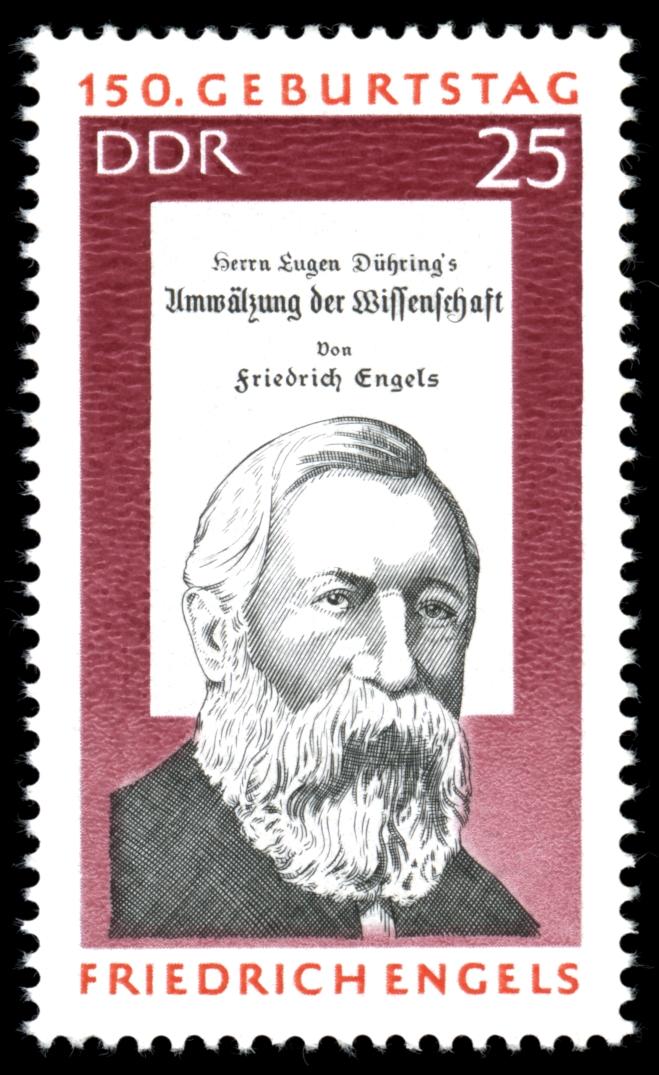
Hình Engels cùng với tác phẩm Chống Dühring trên con tem ra đời vào năm 1970

Chống Dühring (tiếng Đức: Anti-Dühring), hay phiên âm tiếng Việt là Chống Đuy-rinh hoặc tên khác là Ông Eugen Dühring đã đảo lộn khoa học (tiếng Đức: Herrn Eugen Dührings Umwälzung der Wissenschaft) là một trong những tác phẩm nổi tiếng nhất của Friedrich Engels.

## Hoàn cảnhlịch sử
Vào năm 1876, Đệ Nhất Quốc tế đã ngừng hoạt động sau một thời gian đấu tranh sôi nổi cho phong trào công nhân. Tuy vậy, Karl Marx và Friedrich Engels vẫn tiếp tục đấu tranh cho phong trào này. Đúng lúc đó, Karl Eugen Dühring bắt đầu truyền bá những tư tưởng của mình. Nó bắt đầu có tác dung khi đã ảnh hưởng tới các nhà xã hội dân chủ Đức lúc đó, đặc biệt là Eduard Bernstein, người khai sinh ra Chủ nghĩa xét lại. Thấy vậy, Engels đã lên tiếng phản đối nó bằng tác phẩm Chống Dühring. Nó được xuất bản vào năm 1878.

## Nội dung
Chống Dühring đã thể hiện rõ quan điểm marxist của Engels. Engels đang cố gắng bảo vệ quan điểm này trong hoàn cảnh bắt đầu có sự xuất hiện các tư tưởng khác trái ngược với quan điểm này, tiêu biểu là Chủ nghĩa xét lại. Ông không muốn Dühring làm cho phong trào công nhân Đức chịu ảnh hưởng của tư tưởng của Dühring..

## Ý nghĩa
Chống Dühring có vai trò rất quan trọng đối với phong trào công nhân, đặc biệt là phong trào công nhân Đức trong hoàn cảnh phong trào này đang cần một tổ chức lãnh đạo mới sau khi Đệ Nhất Quốc tế giải thể và các luồng tư tưởng khác, những luồng tư tưởng có thể làm đổi hướng phong trào đang cố gắng nắm lấy và điều khiển nó.